# Rušani
Rušani falu Horvátországban Verőce-Drávamente megyében. Közigazgatásilag Gradinához tartozik.

## Fekvése
Verőce központjától légvonalban 13, közúton 18 km-re északkeletre,  községközpontjától 4 km-re északra, Nyugat-Szlavóniában, a Drávamenti-síkságon, Gradina és Újgrác között fekszik.

## Története
1684-ben Verőcét felszabadították a török uralom alól. Ez a terület majdnem teljesen lakatlan volt és rengeteg szántóföld maradt műveletlenül. Ezért a bécsi udvar elhatározta, hogy a földeket a betelepítendő családok között osztja fel. Rušanira katolikus horvát családok települtek, akik már a 18. században felépítették templomukat. Ez a templom a korabeli térkép szerint nem a mai kápolna helyén, hanem északabbra, a Detkovacra vezető út kereszteződésében, a mai iskola épületének közelében állt.
A falut az első katonai felmérés térképén „Dorf Russani” néven találjuk. Lipszky János 1808-ban Budán kiadott repertóriumában „Russani” néven szerepel. Nagy Lajos 1829-ben kiadott művében „Russane” néven 111 házzal, 760 katolikus vallású lakossal találjuk. Verőce vármegye Verőcei járásának része volt.
A településnek 1857-ben 609, 1910-ben 677 lakosa volt. 1910-ben a népszámlálás adatai szerint lakosságának 94%-a horvát, 6%-a magyar anyanyelvű volt. Az I. világháború után 1918-ban az új szerb-horvát-szlovén állam, majd később (1929-ben) Jugoszlávia része lett. 1991-ben 573 főnyi lakosságának 98%-a horvát nemzetiségű volt. 2011-ben falunak 477 lakosa volt. Ma a faluban kápolna, két bolt, vadászház, tűzoltószerház és temető található. A lakosság nagy része idősebb korosztályhoz tartozik. A fiatalok nagy része munkát keresve elköltözött.

## Lakossága
| Lakosság változása | Lakosság változása | Lakosság változása | Lakosság változása | Lakosság változása | Lakosság változása | Lakosság változása | Lakosság változása | Lakosság változása | Lakosság változása | Lakosság változása | Lakosság változása | Lakosság változása | Lakosság változása | Lakosság változása | Lakosság változása |
| ------------------ | ------------------ | ------------------ | ------------------ | ------------------ | ------------------ | ------------------ | ------------------ | ------------------ | ------------------ | ------------------ | ------------------ | ------------------ | ------------------ | ------------------ | ------------------ |
| 1857               | 1869               | 1880               | 1890               | 1900               | 1910               | 1921               | 1931               | 1948               | 1953               | 1961               | 1971               | 1981               | 1991               | 2001               | 2011               |
| 609                | 609                | 579                | 596                | 610                | 677                | 716                | 851                | 949                | 940                | 873                | 735                | 638                | 573                | 534                | 477                |

## Nevezetességei
A falu Sarlós Boldogasszony kápolnáját 1971-ben építették. Korábban egy 1964-ben lakóházból átalakított kápolnában voltak az istentiszteletek.

## Gazdaság
A legtöbb falubeli mezőgazdasággal foglalkozik. Fő termények a mogyoró, a napraforgó, a kukorica és a búza.

## Kultúra
2018. január 18-án Rušaniban múzeum nyílt, amelyben a település kulturális emlékeit is kiállították.

## Oktatás
A településen a gradinai elemi iskola alsó tagozatos területi iskolája működik.

## Sport
Az NK „Napredak” Rušani labdarúgóklubot 1954-ben alapították. A megyei 2.liga nyugati csoportjában szerepel.